# صانع المطر (فلم 1956)
صانع المطر (بالإنجليزية: The Rainmaker) فيلم أمريكي صدر عام 1956، من إخراج جوزيف آنثوني ومقتبس من مسرحية بنفس الاسم. يحكي الفيلم قصة امرأة في منتصف العمر تعاني من حب غير متبادل مع عمدة البلدة، ولكنها تقع في حب رجل مخادع يأتي إلى البلدة متوعدا بأنه يستطيع جعلها تمطر. نجوم الفيلم هم: برت لانكستر، كاثرين هيبورن، ويندل كوري، لويد بريدجز و إيرل هوليمان.

## وصلات خارجية
- مقالات تستعمل روابط فنية بلا صلة مع ويكي بيانات